# Deutsche Handballmeister (Frauen)
Die folgenden Listen geben einen Überblick über die deutschen Handballmeister der Frauen.
Bis 1933 existierte in Deutschland kein Dachverband für Handball. Daher spielten unabhängig voneinander mehrere Sportverbände ihre Feldhandball-Meister aus – mit unterschiedlichen Titeln (wie Deutscher Meister, Reichssieger oder Bundesmeister). Während des NS-Regimes wurde eine einheitliche deutsche Meisterschaft erst ab 1934 vom Reichsbund für Leibesübungen etabliert (Juli 1934 Deutscher, ab Ende 1938 Nationalsozialistischer Reichsbund für Leibesübungen). Nach dem Zweiten Weltkrieg trugen die beiden deutschen Staaten separate Meisterschaften aus. Später vom DHB nicht anerkannte (West-)deutsche Großfeld-Meister gab es schon 1947, DDR-Großfeld-Meister seit 1949. Die DDR suchte 1951 ihren ersten Hallenhandballmeister, die BR Deutschland zog 1958 nach.

## Überblick
Keine Berücksichtigung in der folgenden Übersicht fanden sämtliche vor 1934 ausgetragene Großfeldmeisterschaften, da in diesen Jahren mehrere Meisterschaften von verschiedenen Verbänden ausgetragen wurden. Ebenfalls keine Berücksichtigung fanden die drei Großfeldmeisterschaften von 1947 bis 1949, da diese vom DHB nicht anerkannt sind.
| Rang | Verein                      | Titel | Halle     | Halle         | Halle         | Großfeld      | Großfeld      | Großfeld | Kleinfeld |
| Rang | Verein                      | Titel | seit 1992 | BRD (1958–91) | DDR (1951–91) | BRD (1950–68) | DDR (1949–67) | 1934–45  | 1969–73   |
| ---- | --------------------------- | ----- | --------- | ------------- | ------------- | ------------- | ------------- | -------- | --------- |
| 1.   | HC Leipzig a                | 23    | 6         | –             | 15            | –             | 2             | –        | –         |
| 2.   | BSG Fortschritt Weißenfels  | 15    | –         | –             | 6             | –             | 9             | –        | –         |
| 3.   | 1. FC Nürnberg              | 13    | 3         | 3             | –             | 5             | –             | –        | 2         |
| 4.   | Bayer 04 Leverkusen         | 12    | –         | 11            | –             | –             | –             | –        | 1         |
| 5.   | Eimsbütteler TV             | 10    | –         | 4             | –             | 3             | –             | 3        | –         |
| 6.   | Frankfurter Handball Club b | 7     | 1         | –             | 6             | –             | –             | –        | –         |
| 6.   | TV Lützellinden             | 7     | 4         | 3             | –             | –             | –             | –        | –         |
| 6.   | Thüringer HC                | 7     | 7         | –             | –             | –             | –             | –        | –         |
| 9.   | SC Empor Rostock            | 6     | –         | –             | 3             | –             | 3             | –        | –         |
| 10.  | TuS Walle Bremen            | 5     | 4         | 1             | –             | –             | –             | –        | –         |
| 11.  | TSC Berlin                  | 4     | –         | –             | 4             | –             | –             | –        | –         |
| 11.  | TuS Eintracht Minden        | 4     | –         | 4             | –             | –             | –             | –        | –         |
| 11.  | Post SV München c           | 4     | –         | –             | –             | 4             | –             | –        | –         |
| 11.  | BSG Motor Weimar d          | 4     | –         | –             | 2             | –             | 2             | –        | –         |
| 11.  | SG BBM Bietigheim           | 4     | 4         | –             | –             | –             | –             | –        | –         |
| 16   | BSG Stahl West Leipzig e    | 3     | –         | –             | –             | –             | 3             | –        | –         |
| 16   | VfR Mannheim                | 3     | –         | –             | –             | –             | –             | 2        | 1         |
| 18   | TSV GutsMuths Berlin        | 2     | –         | 1             | –             | –             | –             | –        | 1         |
| 18   | Düsseldorfer SV 04 f        | 2     | –         | –             | –             | 1             | –             | 1        | –         |
| 18   | TV Vorwärts Frankfurt       | 2     | –         | –             | –             | 2             | –             | –        | –         |
| 18   | TuS Alstertal Hamburg       | 2     | –         | –             | –             | 2             | –             | –        | –         |
| 18   | SC Union 03 Hamburg         | 2     | –         | 2             | –             | –             | –             | –        | –         |
| 18   | RSV Mülheim                 | 2     | –         | 2             | –             | –             | –             | –        | –         |
| 18   | BSG Lok Rangsdorf           | 2     | –         | –             | 2             | –             | –             | –        | –         |
| 25   | SC Charlottenburg           | 1     | –         | –             | –             | –             | –             | 1        | –         |
| 25   | SSC Südwest Berlin          | 1     | –         | 1             | –             | –             | –             | –        | –         |
| 25   | Turngemeinde in Berlin      | 1     | –         | –             | –             | –             | –             | 1        | –         |
| 25   | Eintracht Frankfurt         | 1     | –         | –             | –             | –             | –             | 1        | –         |
| 25   | PSV Grünweiß Frankfurt      | 1     | –         | 1             | –             | –             | –             | –        | –         |
| 25   | SC Urania Hamburg           | 1     | –         | –             | –             | 1             | –             | –        | –         |
| 25   | VfL 93 Hamburg              | 1     | –         | –             | –             | 1             | –             | –        | –         |
| 25   | Holstein Kiel               | 1     | –         | 1             | –             | –             | –             | –        | –         |
| 25   | SC Magdeburg                | 1     | –         | –             | 1             | –             | –             | –        | –         |
| 25   | DJK/MJC Trier               | 1     | 1         | –             | –             | –             | –             | –        | –         |
| 25   | SG Weißensee                | 1     | –         | –             | 1             | –             | –             | –        | –         |
| 25   | BSG Chemie Zeitz            | 1     | –         | –             | 1             | –             | –             | –        | –         |
| 25   | Borussia Dortmund           | 1     | 1         | –             | –             | –             | –             | –        | –         |

## Hallenhandball

### Getrennte Meisterschaften BRD/DDR (1951–1991)
Die deutsche Hallenhandballmeisterschaft der Frauen wurde in der BRD seit 1958 ausgespielt. Bis 1964 fand die Meisterschaft in einer Endrunde der fünf Regionalmeister plus dem Vizemeister des ausrichtenden Verbandes an einem Wochenende in einer Halle statt. Ab 1965 waren nur noch die Regionalmeister teilnahmeberechtigt, die in einer Play-off-Runde (das Heimrecht wurde ausgelost) mit einem abschließenden Endspiel an einem (nicht immer) neutralen Ort den deutschen Meister ermittelten. Seit 1975 existiert die Handball-Bundesliga der Frauen, zunächst mit einer Nord- und einer Süd-Staffel, ab der Saison 1985/86 dann eingleisig.
In der DDR wurde die Hallenhandballmeisterschaft ab 1951 in einer DDR-weiten Oberliga ausgespielt, die vom DTSB veranstaltet wurde. Rekordmeister der DDR im Hallenhandball ist der SC Leipzig mit 15 Titeln.
| Jahr | Meister BRD            | Meister DDR                   |
| ---- | ---------------------- | ----------------------------- |
| 1951 | keine Meisterschaft    | BSG KWU Weimar                |
| 1952 | keine Meisterschaft    | SG Weißensee                  |
| 1953 | keine Meisterschaft    | BSG Rotation Leipzig-Mitte    |
| 1954 | keine Meisterschaft    | BSG Einheit Weimar            |
| 1955 | keine Meisterschaft    | BSG Fortschritt Weißenfels    |
| 1956 | keine Meisterschaft    | BSG Lokomotive Rangsdorf      |
| 1957 | keine Meisterschaft    | SC Lokomotive Leipzig         |
| 1958 | Eimsbütteler TV        | BSG Fortschritt Weißenfels    |
| 1959 | Eimsbütteler TV        | BSG Fortschritt Weißenfels    |
| 1960 | RSV Mülheim            | BSG Chemie Zeitz              |
| 1961 | RSV Mülheim            | BSG Lokomotive Rangsdorf      |
| 1962 | SSC Südwest 1947       | BSG Fortschritt Weißenfels    |
| 1963 | Eimsbütteler TV        | BSG Fortschritt Weißenfels    |
| 1964 | 1. FC Nürnberg         | BSG Fortschritt Weißenfels    |
| 1965 | Bayer 04 Leverkusen    | SC Leipzig                    |
| 1966 | Bayer 04 Leverkusen    | SC Empor Rostock              |
| 1967 | Eimsbütteler TV        | SC Empor Rostock              |
| 1968 | SC Union 03 Hamburg    | SC Leipzig                    |
| 1969 | 1. FC Nürnberg         | SC Leipzig                    |
| 1970 | 1. FC Nürnberg         | SC Leipzig                    |
| 1971 | Holstein Kiel          | SC Leipzig                    |
| 1972 | SC Union 03 Hamburg    | SC Leipzig                    |
| 1973 | TuS Eintracht Minden   | SC Leipzig                    |
| 1974 | Bayer 04 Leverkusen    | TSC Berlin                    |
| 1975 | TuS Eintracht Minden   | SC Leipzig                    |
| 1976 | TuS Eintracht Minden   | SC Leipzig                    |
| 1977 | TSV GutsMuths Berlin   | TSC Berlin                    |
| 1978 | TuS Eintracht Minden   | SC Leipzig                    |
| 1979 | Bayer 04 Leverkusen    | TSC Berlin                    |
| 1980 | Bayer 04 Leverkusen    | TSC Berlin                    |
| 1981 | PSV Grünweiß Frankfurt | SC Magdeburg                  |
| 1982 | Bayer 04 Leverkusen    | ASK Vorwärts Frankfurt (Oder) |
| 1983 | Bayer 04 Leverkusen    | ASK Vorwärts Frankfurt (Oder) |
| 1984 | Bayer 04 Leverkusen    | SC Leipzig                    |
| 1985 | Bayer 04 Leverkusen    | ASK Vorwärts Frankfurt (Oder) |
| 1986 | Bayer 04 Leverkusen    | ASK Vorwärts Frankfurt (Oder) |
| 1987 | Bayer 04 Leverkusen    | ASK Vorwärts Frankfurt (Oder) |
| 1988 | TV Lützellinden        | SC Leipzig                    |
| 1989 | TV Lützellinden        | SC Empor Rostock              |
| 1990 | TV Lützellinden        | ASK Vorwärts Frankfurt (Oder) |
| 1991 | TuS Walle Bremen       | SC Leipzig                    |

### Gesamtdeutsche Meisterschaft (seit 1992)
Ein entsprechender Ligaverband fand sich 1996 zusammen, der die Meisterschaft in Eigenregie unabhängig vom DHB austrägt. Zwischen 2004 und 2013 wurde der deutsche Meister der Frauen nach dem Ende der Ligarunde durch Play-off-Spiele ermittelt.
| Saison    | Handballmeister           |
| --------- | ------------------------- |
| 1991/92   | TuS Walle Bremen          |
| 1992/93   | TV Lützellinden           |
| 1993/94   | TuS Walle Bremen          |
| 1994/95   | TuS Walle Bremen          |
| 1995/96   | TuS Walle Bremen          |
| 1996/97   | TV Lützellinden           |
| 1997/98   | VfB Leipzig               |
| 1998/99   | VfB Leipzig               |
| 1999/2000 | TV Lützellinden           |
| 2000/01   | TV Lützellinden           |
| 2001/02   | HC Leipzig                |
| 2002/03   | DJK/MJC Trier             |
| 2003/04   | Frankfurter Handball Club |
| 2004/05   | 1. FC Nürnberg            |
| 2005/06   | HC Leipzig                |
| 2006/07   | 1. FC Nürnberg            |
| 2007/08   | 1. FC Nürnberg            |
| 2008/09   | HC Leipzig                |
| 2009/10   | HC Leipzig                |
| 2010/11   | Thüringer HC              |
| 2011/12   | Thüringer HC              |
| 2012/13   | Thüringer HC              |
| 2013/14   | Thüringer HC              |
| 2014/15   | Thüringer HC              |
| 2015/16   | Thüringer HC              |
| 2016/17   | SG BBM Bietigheim         |
| 2017/18   | Thüringer HC              |
| 2018/19   | SG BBM Bietigheim         |
| 2019/20   | kein Meister              |
| 2020/21   | Borussia Dortmund         |
| 2021/22   | SG BBM Bietigheim         |
| 2022/23   | SG BBM Bietigheim         |
| 2023/24   | SG BBM Bietigheim         |

## Feldhandball

### DT und DSB (1921–1933)
Bis 1933 existierte in Deutschland kein Dachverband für Handball. Daher spielten unabhängig voneinander mehrere Sportverbände ihre Meister aus – mit unterschiedlichen Titeln (wie Deutscher Meister, Reichssieger oder Bundesmeister): In der Zeit von 1922 bis 1933 wurden von der Deutschen Sportbehörde für Leichtathletik (DSB), dem Vorgänger des Deutschen Leichtathletik-Verbandes, und der Deutschen Turnerschaft (DT) separate Wettbewerbe ausgerichtet. Von 1931 bis 1933 traten die Sieger dieser beiden Verbände in einem Endspiel gegeneinander an.
| Jahr | DT                              | DSB                   |
| ---- | ------------------------------- | --------------------- |
| 1921 | Oldenburger Turnerbund          | keine Meisterschaft   |
| 1922 | Berliner Turngenossenschaft     | keine Meisterschaft   |
| 1923 | TV Eintracht Frankfurt          | SV Siemens Berlin     |
| 1924 | nicht ausgetragen               | SV Siemens Berlin     |
| 1925 | Turngemeinde in Berlin          | SV Brandenburg Berlin |
| 1926 | Hamburger TS Barmbek-Uhlenhorst | SC Charlottenburg     |
| 1927 | nicht ausgetragen               | Guts Muts Dresden     |
| 1928 | Hamburger TS Barmbek-Uhlenhorst | SC Charlottenburg     |
| 1929 | TV Vorwärts Breslau             | SC Charlottenburg     |
| 1930 | TV Vorwärts Breslau             | SC Victoria Hamburg   |
| 1931 | TV Vorwärts Breslau             | SC Charlottenburg     |
| 1932 | TV Vorwärts Breslau             | SC Charlottenburg     |
| 1933 | NTSV Breslau                    | SC Charlottenburg     |

Endspiele zwischen den Meistern der DT und der DSB
- 1931: TV Vorwärts Breslau – SC Charlottenburg 4:3
- 1932: SC Charlottenburg – TV Vorwärts Breslau 4:1
- 1933: SC Charlottenburg – NSTV Breslau 4:2

### DRL/NSRL (1934–1945)
Von 1934 bis 1938 wurden die Meisterschaften vom Deutschen Reichsbund für Leibesübungen (DRL) und ab 1939 vom Nationalsozialistischen Reichsbund für Leibesübungen (NSRL) ausgerichtet.
| Jahr | Meister                |
| ---- | ---------------------- |
| 1934 | Eimsbütteler TV        |
| 1935 | Eimsbütteler TV        |
| 1936 | SC Charlottenburg      |
| 1937 | Eimsbütteler TV        |
| 1938 | Turngemeinde in Berlin |
| 1939 | VfR Mannheim           |
| 1940 | nicht ausgetragen      |
| 1941 | VfR Mannheim           |
| 1942 | Stahl-Union Düsseldorf |
| 1943 | Eintracht Frankfurt    |
| 1944 | nicht ausgetragen      |
| 1945 | nicht ausgetragen      |

### Zonenmeister (1947–1949)
Diese vom Deutschen Arbeitsausschuss für Handball in der Britischen Zone (DAH) (1947) und vom Deutschen Arbeitsausschuss für Handball (DAH) (1948 und 1949) ausgerichteten Zonenmeisterschaften sind vom DHB nicht anerkannt, da die Meisterschaften vor Gründung des DHB (am 1. Oktober 1949 in Mülheim) ausgetragen wurden und nicht alle Bundesländer daran teilnahmen.
| Jahr | Meister             |
| ---- | ------------------- |
| 1947 | Düsseldorfer SV 04  |
| 1948 | Düsseldorfer SV 04  |
| 1949 | Schwarz-Weiß Barmen |

### DHB und DHV (1949–1968)
| Jahr | Meister BRD (DHB)     | Meister DDR (DHV)              |
| ---- | --------------------- | ------------------------------ |
| 1949 | keine Meisterschaft   | SG Kleinzschocher-West Leipzig |
| 1950 | VfL München           | SG Vorwärts Leipzig-Südwest    |
| 1951 | TuS Alstertal Hamburg | BSG Stahl West Leipzig         |
| 1952 | TuS Alstertal Hamburg | BSG KWU Weimar                 |
| 1953 | SC Urania Hamburg     | BSG Einheit Weimar             |
| 1954 | TV Vorwärts Frankfurt | SC Fortschritt Weißenfels      |
| 1955 | Post SV München       | SC Fortschritt Weißenfels      |
| 1956 | Eimsbütteler TV       | SC Lokomotive Leipzig          |
| 1957 | Post SV München       | SC Fortschritt Weißenfels      |
| 1958 | VfL 93 Hamburg        | SC Fortschritt Weißenfels      |
| 1959 | Post SV München       | SC Fortschritt Weißenfels      |
| 1960 | Düsseldorfer SV 04    | SC Fortschritt Weißenfels      |
| 1961 | 1. FC Nürnberg        | BSG Fortschritt Weißenfels     |
| 1962 | TV Vorwärts Frankfurt | BSG Fortschritt Weißenfels     |
| 1963 | 1. FC Nürnberg        | BSG Fortschritt Weißenfels     |
| 1964 | 1. FC Nürnberg        | SC Empor Rostock               |
| 1965 | 1. FC Nürnberg        | SC Empor Rostock               |
| 1966 | Eimsbütteler TV       | SC Empor Rostock               |
| 1967 | Eimsbütteler TV       | SC Leipzig                     |
| 1968 | 1. FC Nürnberg        | keine Austragung               |

## Kleinfeldhandball
Deutsche Meisterschaften der Frauen im Kleinfeldhandball wurden nur in der BRD zwischen 1969 und 1973 ausgetragen.
| Jahr | Meister              |
| ---- | -------------------- |
| 1969 | 1. FC Nürnberg       |
| 1970 | TSV GutsMuths Berlin |
| 1971 | 1. FC Nürnberg       |
| 1972 | VfR Mannheim         |
| 1973 | Bayer 04 Leverkusen  |